# José Mourinho
José Mário dos Santos Félix Mourinho, znan tudi kot José Mourinho in The Special One, portugalski nogometni trener, * 26. januar 1963, Setúbal, Portugalska.
V dveh zaporednih letih (2004 in 2005) je bil izbran za najboljšega trenerja na svetu s strani Mednarodne zveze za nogometno zgodovino in statistiko (IFFHS). Nato je v letu 2010 prejel zlato žogo za najboljšega trenerja na svetu. Skupaj z Ernstom Happelom, Otmarjem Hitzfeldom, Juppom Heynckesom in Carlom Ancelottijem je edini na svetu, ki jim je uspelo osvojiti Ligo prvakov z dvema različnima kluboma (Mourinho jo je osvojil z Portom in Interjem). V letu 2012 je Real Madrid popeljal do naslova državnega prvaka in tako postal prvi trener, ki mu je uspelo osvojiti tri najmočnejše evropske lige (Španija, Italija in Anglija).

## Zgodnje življenje
José Mário dos Santos Mourinho Félix se je rodil leta 1963 v Setúbalu na Portugalskem. Je sin nogometeša José Manuel Mourinho Félix in Marije Júlia Carrajola dos Santos. Njegov oče je igral nogomet za Os Belenenses in Vitória de Setúbal, enkrat je tudi zaigral za portugalsko nacionalno nogometno ekipo. Kasneje je njegov oče postal trener, kar je José Mourinho izkoristil za ogled treningov in preučevanje taktik.  Ker je hotel slediti stopinjam svojega očeta, se je pridružil mladinski ekipi Belenenses. V naslednjih letih je zaigral za članske ekipe Rio Ave, Belenenses in Sesimbra. Zaradi pomankanja kondicije in fizične moči, se je odločil posvetiti trenerskemu poklicu.
Začel je obiskovati Instituto Superior de Educação Física (ISEF), kjer je študiral športno vzgojo. V prihodnjih letih je na Škotskem opravil izpit za tehničnega direktorja, da bi lahko na Portugalskem postal trener.

## Trenerska kariera

### Začetki
V zadnjih letih prejšnjega tisočletja je opustil svojo službo kot trener športne vzgoje na osnovnih šolah in se posvetil nogometu. Uspel je dobiti službo kot trener mlajše selekcije Vitória de Setóbal. Sčasoma mu je uspelo doseči položaj pomočnika trenerja ekipe Estrela de Amadora.  Mourinho je želel več in leta 1992 se mu je ponudila priložnost prevajalca za enega izmed najboljših trenerjev tistih časa - Sir Bobby Robson. Ta je bil imenovan za trenerja kluba Sporting CP iz Lizbone in je potreboval prevajalca, saj ni poznal lokalnega jezika. Mourinho je sčasoma začel pomagati Sir Bobby Robsonu pri sestavi ekipe in taktikah. Ko je bil decembra 1993 Robson odpuščen, je Mourinho z njim odšel v FC Porto, kjer je nadaljeval s prevajalstvom in nasveti pri sestavi ekipe. Po dveh letih v [[F.C. Porto|Portu] sta se skupaj z Bobby Robsonom odpravila v Barcelono. Hkrati z njim se je leta 1996 v Barcelono preselila Mourinhova družina. Za nadaljevanje svoje prejšnje službe se je Mourinho moral naučiti Katalonščine, s pomočjo katere je postal eden pomembnejših članov Barcelonine strokovne ekipe, saj je prevajal na novinarskih konferencah, pripravljal je urnike in pomagal igralcem s taktičnimi nasveti. Tega leta je Barcelona osvojila Pokal in Superpokal v Španiji, hkrati pa so tudi osvojili Ligo pravkov. Ko je naslednjega leta Louis van Gaal zamenjal Bobby Robsona in je ta uvidel, da je Mourinho sposoben več, mu je zadal dolžnost vodenja druge ekipe Barcelone - FC Barcelone B. Prav tako mu je Louis van Gaal omogočil vodenje Barcelonine prve ekipe v določenih tekmovanjih, leta 2000 mu je uspelo zmagati v enem izmed takšnih tekomvanj, in sicer v Katalonskem pokalu. 

### Benfica in Uniao de Leiria
Priložnost za vodenje prve ekipe se je Mourinhu ponudila v letu 2000, ko je prevzel mesto selektorja Benfice. Za svojega pomočnika je imenoval upokojenega defenzivnega igralca Benfice - Carlos Mozera. Imel je sklenjeno pogodbo le za eno leto z možnostjo podaljšanja enega leta, če bi tedanji predsednik ponovno izvoljen, vendar ker se to ni zgodilo, je Mourinho 5. decembra 2000 po le devetih odigranih krogih zapustil Benfico. 
Mourinho je zasedel trenersko pozicijo komaj v naslednji sezoni, ko je sedel na klop União de Leiria in jih popeljal na peto mesta na lestvici v prvi polovici sezone. Znova je zapustil trenutni klub, vendar tokrat zato, ker je prispela ponudba Porta za vodenje njihove prve ekipe, česar Mourinho ni mogel zavrniti.

### Porto
V januarju 2002 je začel z vodenjem Porta. Do konca sezone je Porto pripeljal do tretjega mesta s serijo 11 zmag in 2 remijev v 15 tekmah. Hkrati je obljubil boljši Porto v naslednjem letu. To je tudi dosegel, saj je v naslednjem letu z 27 zmagami na 35 tekmah osvojil portugalsko prvo ligo. Takrat doseženih 86 točk izmed 102 možnih je najvišje doseženo število točk v zgodovino Portugalskega prvenstva, odkar je bilo uvedeno pravilo 3 točk za zmago. Prav tako je Porto zmagal v Portugalskem pokalu in Evropski klubski ligi proti Celtic v Sevilli. V naslednji sezoni je Porto osvojil Portugalsko prvo ligo s skoraj popolnim izkupičkom tekem na domačem stadionu, kjer ga je ustavil le Gil Vicente FC. Porto je osvojil prvenstvo pet krogov pred koncem, hkrati pa ostal v igri za zmago v Ligi prvakov. V finalu portugalskega pokala je Porto izgubil proti Benfici, vendar je Mourinhu uspelo zmagati v finalu Lige prvakov, kjer je premagal AS Monaco de Francia in osvojil svoj prvi pokal Lige prvakov. Njegovi uspehi niso ostali neopaženi in zanj so se začeli zanimati večji in bogatejši klubi. 

### Chelsea F.C.
Mourinho se je junija 2004 preselil v Chelsea, kjer je postal eden izmed najbolje plačanih trenerjev na svetu, saj je v začetku zaslužil 4.2 milijona funtov letno, kar se je v naslednjem letu povečalo na 5.2 milijona.  V novinarski konferenci po podpisu pogodbe si je tudi izbral vzdevek - The Special One. . Mourinho je svojo strokovno ekipo napolnil s sodelavcimi iz Porta, med katerimi je tudi trenutni trener Tottenhama Andre Villas Boas. Za svojega pomočnika je ponovno zaposlil bivšega igralca kluba, kar je bil v Chelseju Steve Clarke. 
Mourinho je imel v prvi sezoni na voljo 70 milijonov funtov za nakupe, ki jih je porabil za nakup Tiaga za 10 milijonov iz SL Benfica, Michael Essien za 24,4 milijona iz Olympique Lyonnais, Didier Drogba za 24 milijonov iz Olympique de Marseille, Mateja Kežman za 5,4 milijona iz PSV in bivša igralca iz Porta Ricardo Carvahlo za 19,8 milijona ter Paulo Ferreira 13,3 milijona.
Pod Mourinhom je Chelsea razvil svoj polni potencial, ki ga je pokazal v prejšnji sezoni. Do zimskega prestopnega roka je bil na vrhu Premier league in napredoval iz skupine v Ligi prvakov. Mourinho je osvojil svojo prvo lovoriko v Angliji, ko je v finalu Angleškega ligaškega pokala premagal Liverpool s 3:2. Do konca leta je osvojil angleško prvenstvo, kar je bila za Chelsea prva lovorika v prvenstvu v zadnjih 50 letih, in to ravno v letu, ko je Chelsea praznoval 100-to obletnico svojega obstoja. Kljub začetnim uspehom, pa ga je v polfinalu Lige prvakov izločil Liverpool po sumljivo razveljavljenem golu Chelseja v začetnih minutah povratne tekme, kjer je žoga s celotnim obsegom prečkala črto, vendar sodnik gola ni priznal.
V sezoni 2005/06 je Chelsea večino leta prevladoval na vrhu lige, vendar je bil zmagovalec odločen v zadnjih krogih, ko je Chelsea z zmago 3-0 proti svojim najbližjim tekmecem Manchestru Unitedu. Tako je Mourinho osvojil svojo drugo prvenstveno lovoriko v Angliji. Po končani podelitvi medalij, je Mourinho vrgel svojo medaljo med gledalce. Enako je storil tudi z nadomestno medaljo, ki jo je prejel, ker je vrgel prvo medalijo med gledalce. Njegova razlaga je bila, da je medalija enaka kot leto prej ter da ne potrebuje več enakih medalij. Srečni gledalec, ki je ujel medalijo, jo je nato tudi prodal na eBay.
V naslednji sezoni je lastni Roman Abramovich v Chelsea pripeljal ukrajinskega nogometaša Andreja Shevchenka za rekodno vsoto. Ker Mourinho tega prestopa ni odobroval, so se začeli odnosi med njim in predsednikom krhati. V medijih je bilo veliko spekulacij, da bo Mourinho zapustil klub, vendar jih je Mourinho ovrgel v izjavi za javnost.  Kljub vsem spekulacijam, je Mourinho popeljal Chelsea do novega naslova v Angleškem ligaškem pokalu. Uspeh v drugih tekmovanjih sta mu onemogočila Liverpool, ki ga je v Ligi prvakov premagal po enajsmetrovkah, in Manchester United, ki je osvojil Angleško ligo. Prav tako je Chelsea z zmago 1-0 v finalu FA pokala nad Manchester Unitedom osvojil tudi to lovoriko. Kljub njegovim uspehom, pa so se trenja med njim in Abramovičem le stopnjevala, saj je ta na položaj direktorja športnega dela Chelsea imenoval Avrama Granta. 
Zaradi slabega začetka nove sezone se je 20. septembra 2007 Mourinho sporazumno razšel z nogometno ekipo Chelsea. Mourinho je Chelsea zapustil kot najuspešnejši trener v zgodovini, saj je v treh letih osvojil kar 6 lovorik, hkrati pa je celoten čas ostal neporažen na domačen igrišču.

### Inter
V juniju 2008 se je pridružil nogometnemu klubu iz Milana, Interju. S svojim zaslužkom 9 milijonov evrov letno je bil najbolj plačan trener na svetu v teh letih.  V sezoni 2008-09 je z Interjem osvojil italijanski superpokal in Serie A
V sezoni 2009-10 je Mourinho dosegel največji uspeh svoje kariero, ko je uspel z Interjem osvojit trojček (Liga prvakov, Coppa Italia in Serie A). Po osvojitvi svojega drugega naslova v Ligi prvakov, je 22 maja 2010 objavil svojo namero prestopa v Real Madrid. 

### Real Madrid
28. maja je bilo s strani Real Madrida objavljen, da Mourinho zamenjuje tedanjega trenerja Manuel Pellegrinija. 31. maja je 2010 je bil Mourinho predstavljen kot novi trener Real Madrida. S klubom je podpisal štiriletno pogodbo.
V poletnem prestopnem roku je v klub pripeljal Sami Khediro za 13 milijonov funtov, Mesut Özila za 15 milijonov funtov, Ricardo Carvahla za 8 milijonov funtov in Ángela di Marío za 25 milijonov. 
V svoji prvi uradni ligaški tekmi za Real Madrid je 29. avgusta 2010 remizirial z Mallorco z rezultatom 0-0. 21. aprila 2011 je Mourinho osvojil svojo prvo lovoriko v Španiji, ko je v finalu Španskega kraljevega pokala z zmago nad Barcelono z 1-0 osvojil španski pokal. S tem uspehem je postal edini trener, ki mu je uspelo osvojiti pokal v štirih različnih državah. Vendar pa ga je tako v prvenstvu, kot tudi v polfinalu Lige Prvakov premagala Barcelona in Mourinho se je moral zadovoljiti s samo eno trofejo v svoji prvi sezoni v Real Madridu.
V začetku naslednje sezone je Real Madrid izgubil v Španskem superpokalu. Na tej tekmi so bili izklučeni trije igralci, Mourinho pa je poskrbel za incident, ko je po zaključku tekme svoj prst poizkusil potisniti v oko pomočnika trenerja Barcelone, Tito Vilanove. V nadaljevanju sezone je bil Real Madrid izločen v polfinalu lige prvakov po porazu po enajsmetrovkah proti FC Bayern München. 2. maja 2012 je Real Madrid po zmagi nad Athletic Bilbaom osvojil Špansko prvenstvo, saj je imel 7 točk prednosti pred Barcelono, možno pa je bilo osvojiti le 6 točk v zadnjih dveh krogih. 
22. maja 2012 je podpisal novo štiriletno pogodbo z Real Madridom, ki se izteče leta 2016. 
Po osvojitvi Španskega superpokala po zmagi Real Madrida nad Barcelono, je José Mourinho postal edini trener na svetu, ki je uspel osvojiti vsakega izmed možnih naslov v štirih evropskih ligah (pokal, superpokal, prvenstvo in ligaški pokal, če obstaja).

## Statistika
Posodobljeno 20. februarja 2013
| Ekipa           | Država      | Od           | Do           | Zgodovina | Zgodovina | Zgodovina | Zgodovina | Zgodovina | Zgodovina     | Zgodovina    | Zgodovina |
| Ekipa           | Država      | Od           | Do           | Tekme     | Zmage     | Remiji    | Porazi    | % zmag    | Doseženi goli | Prejeti goli | +/−       |
| --------------- | ----------- | ------------ | ------------ | --------- | --------- | --------- | --------- | --------- | ------------- | ------------ | --------- |
| Benfica         | Portugalska | 20. sep 2000 | 5. dec 2000  | 11        | 6         | 3         | 2         | 54.55     | 17            | 9            | +8        |
| União de Leiria | Portugalska | 14. apr 2001 | 20. jan 2002 | 20        | 9         | 7         | 4         | 45        | 34            | 20           | +14       |
| Porto           | Portugalska | 23. jan 2002 | 26. maj 2004 | 127       | 91        | 21        | 15        | 71.65     | 254           | 96           | +158      |
| Chelsea         | Anglija     | 2. jun 2004  | 20. sep 2007 | 185       | 124       | 40        | 21        | 67.03     | 330           | 119          | +211      |
| Inter de Milán  | Italija     | 2. jun 2008  | 28. maj 2010 | 108       | 67        | 26        | 15        | 62.04     | 185           | 94           | +91       |
| Real Madrid     | Španija     | 31. maj 2010 | 15. maj 2013 | 157       | 113       | 25        | 19        | 71.97     | 418           | 137          | +281      |
| Skupaj          | Skupaj      | Skupaj       | Skupaj       | 608       | 410       | 122       | 76        | 67.43     | 1238          | 475          | +763      |

## Trofeje

### Nacionalna tekmovanja
| Tekmovanje                       | Klub        | Država      | Sezona  |
| -------------------------------- | ----------- | ----------- | ------- |
| Primeira liga                    | Porto       | Portugalska | 2002/03 |
| Portugalski pokal                | Porto       | Portugalska | 2002/03 |
| Portugalski superpokal           | Porto       | Portugalska | 2003    |
| Primeira liga                    | Porto       | Portugalska | 2003/04 |
| Premier League                   | Chelsea     | Anglija     | 2004/05 |
| Angleški ligaški nogometni pokal | Chelsea     | Anglija     | 2004/05 |
| Community Shield                 | Chelsea     | Anglija     | 2005    |
| Premier League                   | Chelsea     | Anglija     | 2005/06 |
| FA pokal                         | Chelsea     | Anglija     | 2006/07 |
| Angleški ligaški nogometni pokal | Chelsea     | Anglija     | 2006/07 |
| Italijanski superpokal           | Inter       | Italija     | 2008    |
| Serie A                          | Inter       | Italija     | 2008/09 |
| Serie A                          | Inter       | Italija     | 2009/10 |
| Coppa Italia                     | Inter       | Italija     | 2009/10 |
| Španski kraljevi pokal           | Real Madrid | Španija     | 2010/11 |
| Liga BBVA                        | Real Madrid | Španija     | 2011/12 |
| Španski superpokal               | Real Madrid | Španija     | 2012    |

### Mednarodna tekmovanja
| Tekmovanje   | Klub  | Država      | Sezona  |
| ------------ | ----- | ----------- | ------- |
| Pokal UEFA   | Porto | Portugalska | 2003    |
| Liga prvakov | Porto | Portugalska | 2003/04 |
| Liga prvakov | Inter | Italija     | 2009/10 |